# Iván Máslennikov
Iván Ivánovich Máslennikov (en ruso: Иван Иванович Масленников; Chalikla, Imperio ruso, 3 de septiembrejul./ 16 de septiembre de 1900greg. - Moscú, Unión Soviética, 16 de abril de 1954) fue un oficial militar soviético y comandante del Ejército Rojo y de la NKVD durante la Segunda Guerra Mundial, donde alcanzó el grado militar de General del ejército. Era un oficial de carrera del Ejército Rojo, que fue transferido a la NKVD (Comisariado del Pueblo para Asuntos Internos de la URSS) en 1928, y permaneció allí hasta la invasión alemana de la Unión Soviética de 1941, pasando de comandante de escuadrón de contraguerrilla a jefe de tropas de la NKVD.
Después de una carrera llena de altibajos, en las tropas de campaña de la Segunda Guerra Mundial y tres años de posguerra, Máslennikov regresó a la NKVD en 1948 y permaneció allí, a pesar de los cambios políticos que sucedieron tras la muerte de Stalin, hasta su suicidio en 1954.

## Biografía

### Infancia y juventud
Iván Máslennikov nació el 16 de septiembre de 1900 en la aldea de Chalykla (actual, raión de Ozinsky del Óblast de Sarátov), en esa época parte del Imperio ruso. Su padre era un empleado del ferrocarril, se graduó en la escuela del ferrocarril ministerial de dos años y, posteriormente, en la escuela de telégrafo del ferrocarril. De 1915 a 1917, trabajó como operador de telégrafo en la estación Chebyshevo del ferrocarril Ural-Iletsk, y en 1917 como operador de telégrafo en la estación de Uralsk, y luego en la estación Krasny Kut del ferrocarril Riazán-Ural.

### Guerra civil rusa
En 1917, se unió a los Guardias Rojos y fue nombrado comandante del destacamento de la Guardia Roja de Krasnokutsk, y luego, jefe del equipo de comunicaciones del destacamento de la Guardia Roja, que opera en las regiones de Astracán y Krasni Kut en el óblast de Sarátov. Durante la Revolución de Febrero participó en el desarme de gendarmes en el ferrocarril Ural-Iletsk. Después del regreso del destacamento, siguiendo las instrucciones del Comité Revolucionario de Krasnokutsk, Máslennikov formó un nuevo destacamento de la Guardia Roja.
En marzo de 1918 sirvió en las filas del Ejército Rojo. En marzo de 1918, fue nombrado jefe del equipo de comunicaciones de la 1.ª División de Fusileros de Ucrania, en marzo de 1919, el puesto de jefe de comunicaciones del 199.º regimiento de fusileros, en junio de 1919, el puesto de jefe del equipo de exploradores montados. y luego, comandante de la caballería del 199.º Regimiento de Infantería, en marzo de 1920 - para el puesto de comandante del grupo de caballería, y luego - para el puesto de asistente del comandante del 67.º Regimiento de Infantería, y en junio de 1920 - para el puesto de comandante del 126.º Regimiento de Caballería. Mientras estuvo en estas posiciones, luchó contra los Ejércitos Blancos bajo el mando de Antón Denikin y del barón Piotr Wrangel.

### Periodo de entreguerras
Durante la desmovilización del ejército de posguerra, aceptó el papel inferior de comandante de escuadrón, y en 1928 fue transferido del ejército a las tropas fronterizas de la OGPU (Directorio Político Unificado del Estado) en la frontera del Asia Central, inicialmente al mando de un escuadrón, luego de un regimiento. Las unidades de Máslennikov fueron fundamentales para aplastar a los restantes señores de la guerra Basmachí: Utan Bek (octubre de 1928-1929), Ibrahim Bek (1931), y Ahmet Bek (1933).

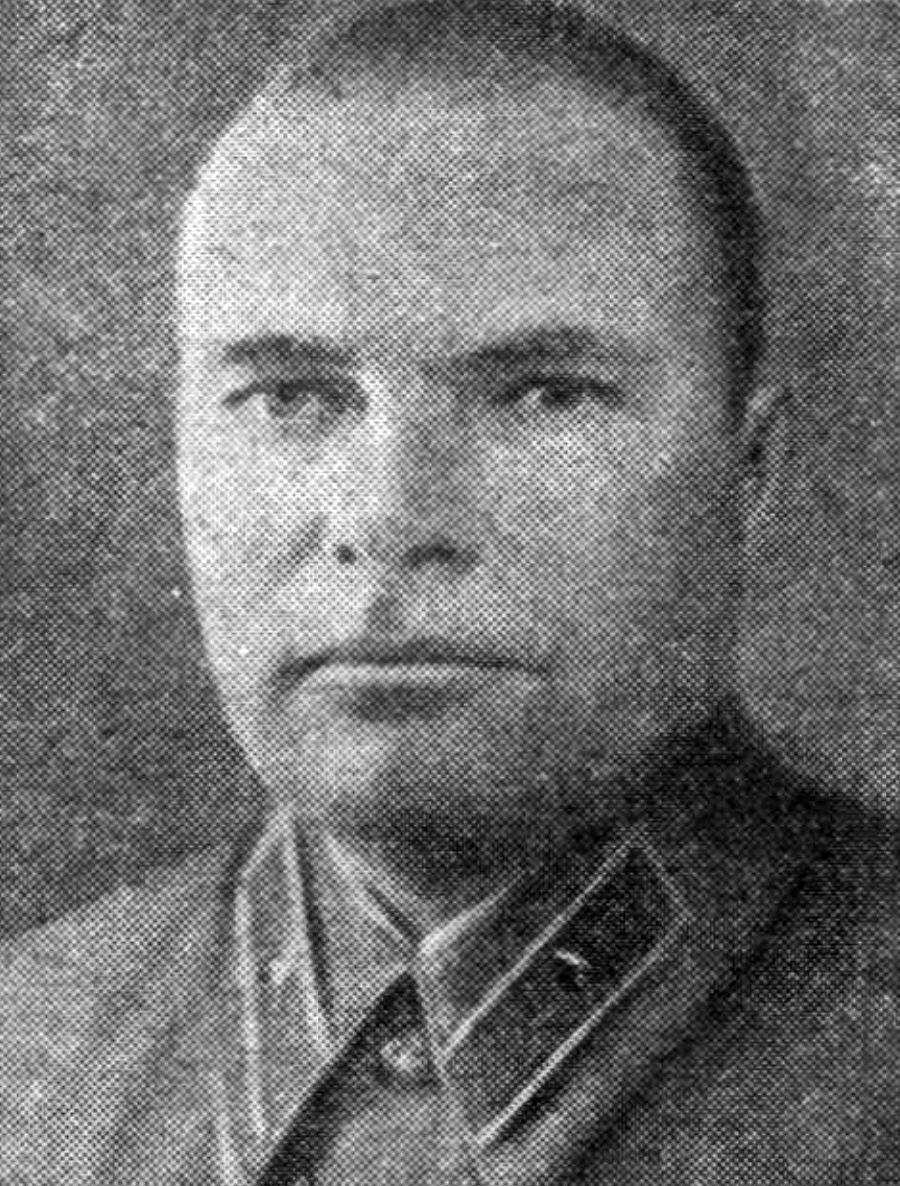
Iván Máslennikov en 1938

En 1935 se graduó en la Academia Militar Frunze y durante los dos años siguientes estuvo destinado en las Tropas Fronterizas de la RSS de Azerbaiyán, luego fue ascendido a comandante de las Tropas Fronterizas en la RSS de Bielorrusia. El 28 de febrero de 1939, el recién nombrado jefe de la NKVD, Lavrenti Beria, ascendió a Máslennikov al puesto de Vicecomisario del Pueblo de Asuntos Internos de la URSS (NKVD) para las tropas fronterizas e internas. Estuvo en este cargo hasta el 3 de julio de 1943, lo que le puso al mando de las tropas fronterizas soviéticas y de las Tropas Internas Soviéticas.
Según Sergó Beria —el hijo de Lavrenti Beria—, la elección se basó en el simple hecho de que Máslennikov era un comandante de combate experimentado. Se desconoce el grado exacto de afiliación de Máslennikov con Beria; algunos autores modernos tienden a incluir a Máslennikov en el «círculo íntimo» de Beria (con Bogdán Kobúlov, Vladímir Dekanózov y otros) basándose en pruebas circunstanciales (como el relato de Pável Sudoplátov sobre su encuentro con Beria en octubre de 1939); otros (Víktor Suvórov) lo tratan como un secuaz de la NKVD a pesar de su experiencia y entrenamiento formal en el ejército regular.

### Segunda Guerra Mundial

#### 1939-1940
Las tropas fronterizas de Máslennikov participaron en la invasión soviética de Polonia en septiembre de 1939. En octubre del mismo año, Máslennikov participó en la planificación del ingreso de tropas soviéticas que daría como resultado la anexión de los estados bálticos en 1940 y en la comisión germano-soviética de repatriación de los antiguos territorios polacos y bálticos. Según los informes alemanes, Máslennikov admitió abiertamente que los soviéticos «no necesitan ucranianos y bielorrusos ricos, solo el proletariado»; esto, por cierto, llevó a los alemanes a suponer que los soviéticos no se preocupaban en absoluto por los judíos.

#### 1941-1942
En julio de 1941, cuando sus tropas en las fronteras occidentales fueron aplastadas por la ofensiva alemana, el teniente general Máslennikov fue puesto al mando del 29.º Ejército, formado principalmente con personal de la NKVD y subordinado al cuartel general del Frente de Reserva y más tarde al cuartel general del Frente Kalinin. El traslado de las oficinas de Moscú al cuartel general en Bologoye se produjo entre el 4 de julio (fecha en la que Máslennikov aprobó un «Decreto de prisioneros de guerra») y el 6 de julio, cuando, según el futuro mariscal del aire Serguéi Rudenko, estaba inspeccionando las unidades. A pesar del nombramiento, Máslennikov mantuvo el cargo de uno de los nueve diputados a comisario de la NKVD.
El ejército se enfrentó por primera vez a la ofensiva alemana el 21 de julio, retrocediendo desde el área de Toropets a Rzhev; aquí incorporó los restos del 31.º Ejército desmembrado. El 12 de octubre, los alemanes envolvieron al 29.º Ejército, pero logró abrirse paso hasta la orilla norte del Volga. Según Iván Kónev, comandante del Frente Kalinin en octubre de 1941, Máslennikov utilizó la influencia de Beria para sabotear las órdenes de marcha de Kónev al 29.º Ejército; la insubordinación de Máslennikov llevó a la caída de Tver.

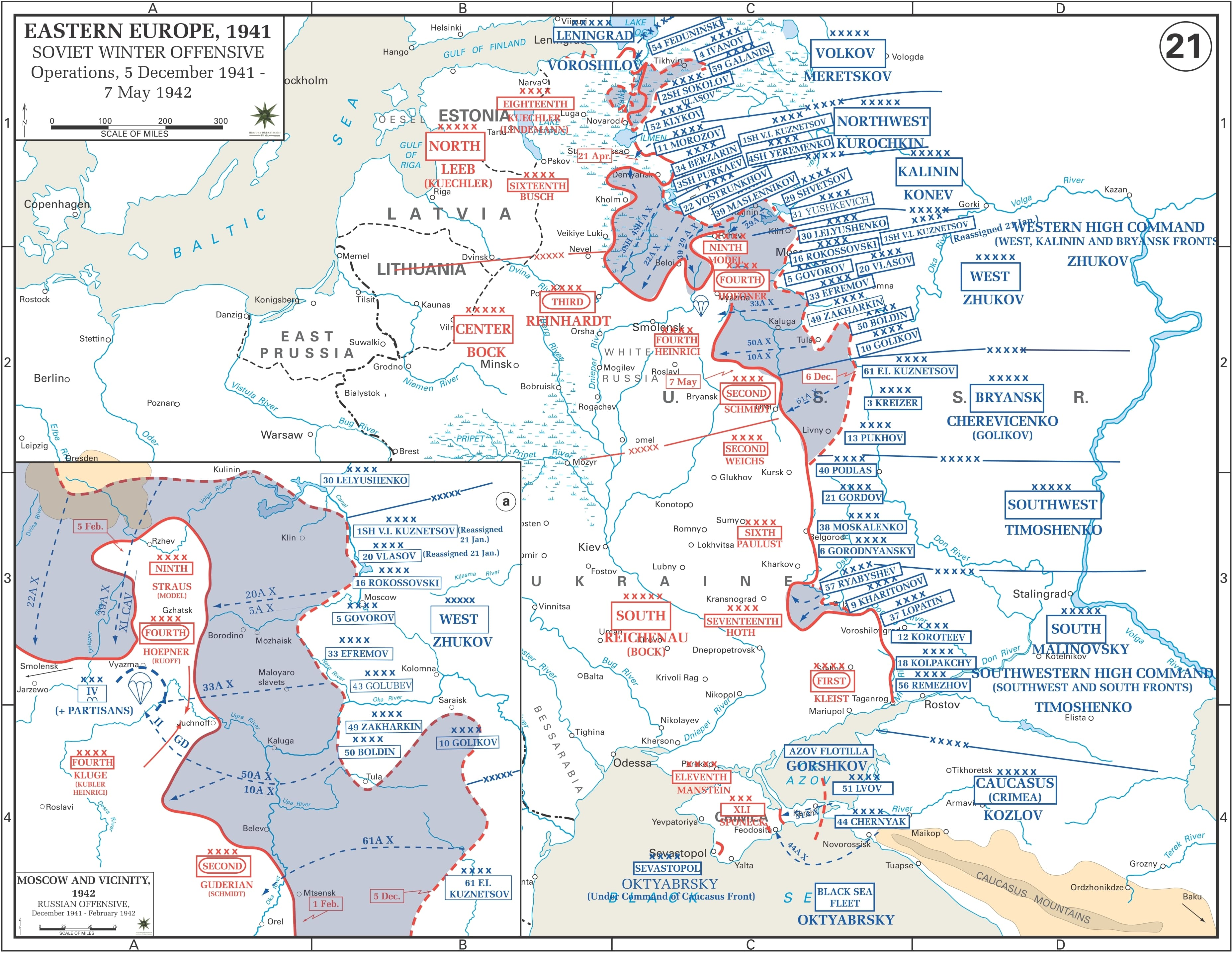
Mapa de la Contraofensiva soviética del invierno de 1941-1942

El 5 de diciembre de 1941, el 29.º Ejército de Máslennikov abrió la fase ofensiva de la Batalla de Moscú, atacando al suroeste desde Kalinin (actual Tver) ocupado por los alemanes. Ocho días después, los ejércitos soviéticos 29.º y 31.º cerraron el cerco alrededor de la ciudad; que fue tomada el 16 de diciembre. Sin embargo, al comienzo de la ofensiva Máslennikov fue repentinamente relevado de su mando y asignado al mando del recién formado 39.º Ejército, concentrándose en el área de Torzhok. Fuentes soviéticas de la posguerra dan crédito por haber llevado a Tver al mayor general Vasili Yushkévich, comandante del 31.º Ejército.
El 39.º ejército carecía de blindados pero estaba bien equipado, según los estándares soviéticos; sus seis divisiones de infantería tenían un promedio de más de 9000 hombres cada una. El 7 de enero de 1942, el 39.º Ejército se convirtió en la punta de lanza del norte de la Contraofensiva soviética del invierno de 1941-1942, penetrando la delgada línea del frente alemana en el área de Torzhok y avanzando hacia el suroeste hasta Rzhev - Sychovka, aplastando al 9.º Ejército alemán. Los ejércitos 29.º y 31.º, después del éxito inicial del 39.º, fueron responsables de tomar Rzhev, envolviendo a parte del Grupo de Ejércitos Centro alemán. Sin embargo, las tenazas soviéticas fallaron, mientras Walter Model logró restaurar la línea del frente alemana.
Durante medio año, el 39.º Ejército operó profundamente en la retaguardia alemana, confiando en la guerra de guerrillas tácticas. En febrero de 1942, los alemanes destruyeron el 29.º Ejército; La Operación Seydlitz, lanzada el 30 de junio, condujo al aislamiento completo y al desmembramiento del 39.º ejército. El 17 de julio, el ejército se redujo a apenas 8000 efectivos; la noche siguiente Máslennikov y su personal, siguiendo órdenes de la Stavka, escaparon de la bolsa en un avión Po-2. En la semana siguiente, 3500 hombres del 39.º Ejército consiguieron infiltrarse entre las líneas alemanas y alcanzar las principales fuerzas soviéticas; el resto pereció o fue tomado prisionero.

#### 1942-1943

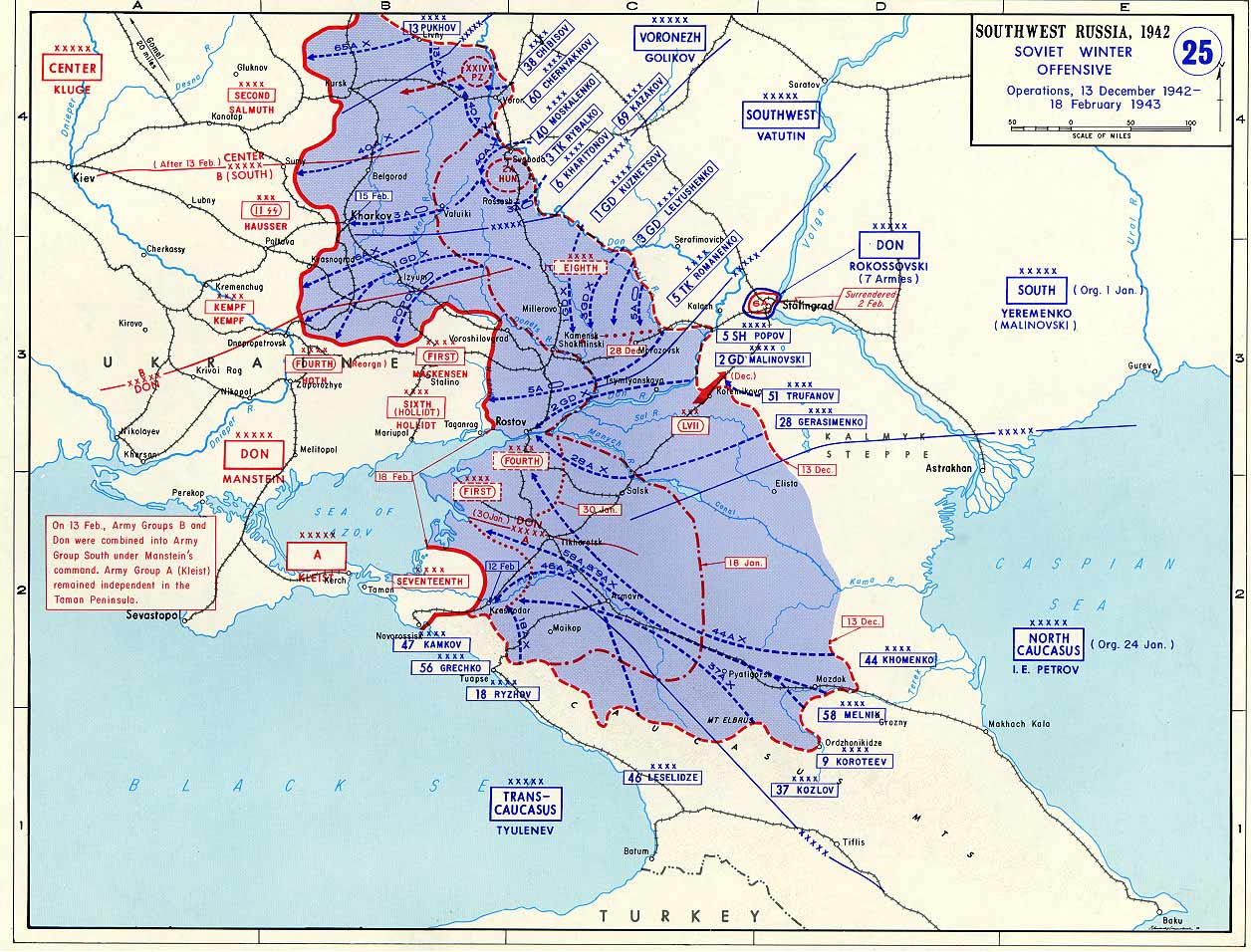
Mapa del frente del Caucaso desde diciembre de 1942 hasta febrero de 1943

El 8 de agosto de 1942, Máslennikov fue nombrado comandante del Grupo de Fuerzas del Norte del Frente Transcaucásico. Este grupo improvisado estaba a cargo de defender el valle del río Térek y la carretera militar georgiana, pronto incorporó a sus efectivos, el 9.º, 37.º y 44.º ejércitos, sin embargo, la capacidad combativa de estos ejércitos estaba gravemente limitada por la escasez de efectivos, equipamiento pesado y municiones. Así por ejemplo, cuando las tropas al mando de Máslennikov se encontraron con las tropas alemanas del Grupo de Ejército A, al mando del Generalfeldmarschall Wilhelm List, durante la Operación Edelweiss, a mediados de agosto, la 417.º División de Fusileros tenía solo 500 hombres activos. Más tarde fueron reforzados con 100 tanques, fueron destinados a la defensa de Bakú, y fueron los primeros en recibir miras infrarrojas experimentales y rifles de francotirador con silenciador, sin embargo, la escasez de efectivos persistió hasta 1943. Una efectiva política de consolidación de reservas, supervisada personalmente por Iósif Stalin, permitió a Máslennikov detener el avance del 1er Ejército Panzer en el valle del Térek y asegurar los campos petrolíferos de Bakú.
El 4 de enero de 1943, Iósif Stalin modificó las órdenes y objetivos del «Grupo del Norte» de Máslennikov de una acción de contraofensiva a retener a las tropas alemanas, con la esperanza de que una guerra estática retrasaría la retirada alemana del Cáucaso y posibilitaría su cerco y la destrucción de todas las tropas alemanas en el Cáucaso. Stalin reprendió a Máslennikov y a Iván Petrov (comandante del  Grupo del Mar Negro) por «no entender esto» y, tres días después, por emitir órdenes ofensivas poco realistas a las tropas agotadas, lo que provocó la pérdida de control y la posibilidad de cercar a las tropas alemanas en retirada. Máslennikov reagrupó sus fuerzas en una sola unidad en Armavir. Finalmente, Kleist escapó de la trampa pero no pudo frenar el avance de Máslennikov. El 22 de enero, sus tropas entraron en contacto con el Frente Sur y se acercaron al cruce ferroviario en Tijoretsk. A partir de este momento, el «Grupo del Norte» se convirtió en el Frente del Cáucaso Norte, con Máslennikov todavía al mando, encargado de la tarea estratégica de cortar la ruta de escape de las tropas de Kleist en Bataisk. Este objetivo final nunca se materializó: los alemanes defendieron ferozmente Bataisk, ganando el tiempo suficiente para evacuar el Grupo de Ejércitos A.
Entre mayo y diciembre de 1943, Máslennikov ejerció como Subcomandante del Frente del Vóljov, Subcomandante del Frente Sudoeste, y finalmente como Subcomandante del Tercer Frente Ucraniano.

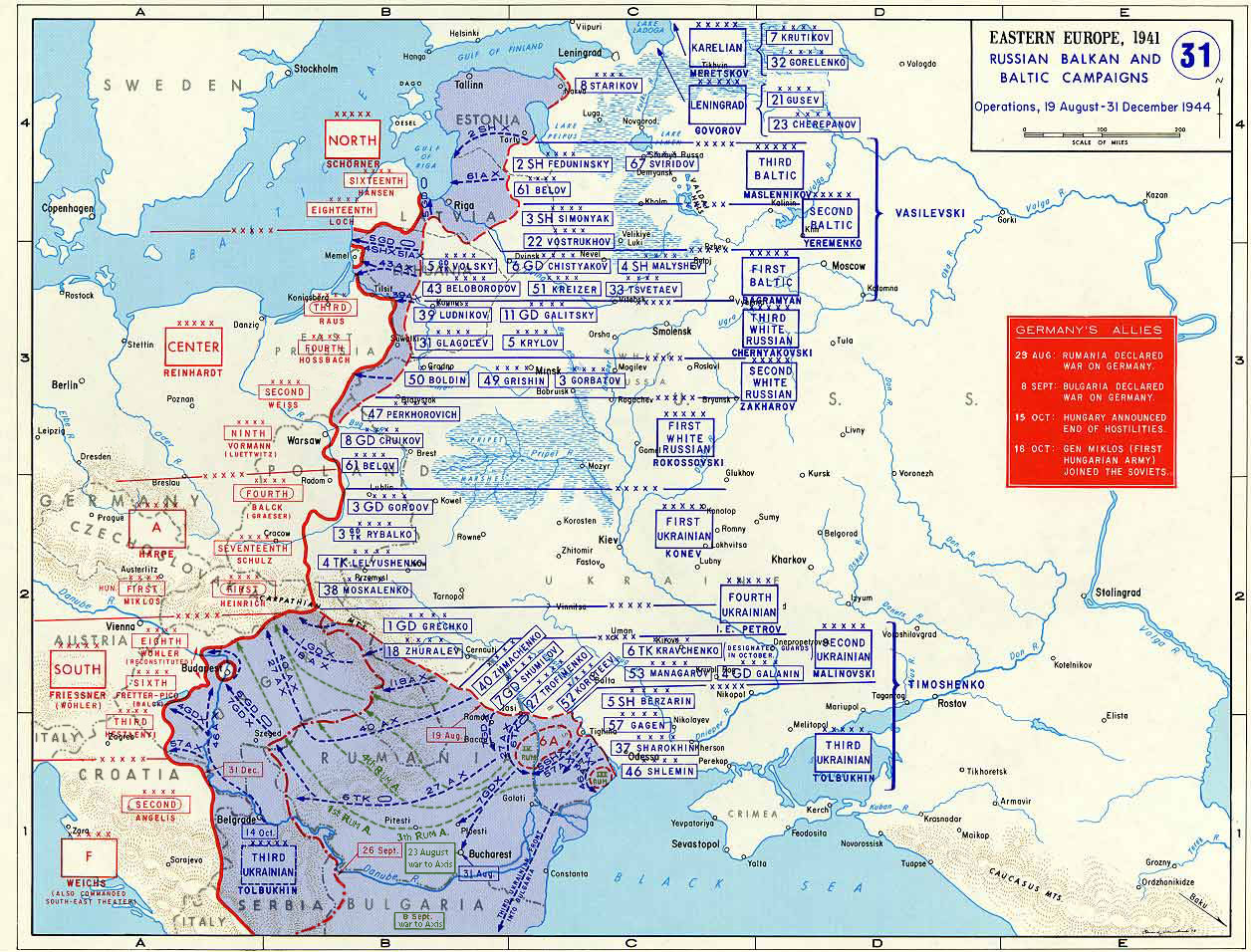
Avances soviéticos del 19 de agosto al 31 de diciembre de 1944 (en color azul).

#### 1944
En diciembre de 1943, el coronel general Máslennikov comandó el 8.º Ejército de la Guardia (Tercer Frente Ucraniano) y, posteriormente, el mismo mes el 42.º Ejército integrado en el Frente de Leningrado, al mando del general de ejército Leonid Góvorov. El 42 ° Ejército bajo el mando de Máslennikov se distinguió durante la Ofensiva de Leningrado-Nóvgorod, durante la cual, junto con el 2.° Ejército de Choque, rompió las defensas alemanas al sur de las colinas de Púlkovo, completó el cerco y la destrucción de las tropas alemanas en la zona de Krasnoselski-Ropsha. Gracias al éxito de esta operación las tropas soviéticas levantan completamente el Sitio de Leningrado, y expulsaron al Grupo de Ejércitos Norte alemán hasta posiciones previamente preparadas en la línea Panther donde se atrincheraron a la espera de la siguiente ofensiva soviética. El primer intento de los ejércitos 42.º y 67.º soviéticos de romper la línea alemana Panther en el área de Leningrado (febrero-marzo de 1944) fracasó.
En marzo de 1944, Máslennikov fue nombrado subcomandante del Frente de Leningrado y, del 21 de abril al 16 de octubre de 1944, estuvo al mando del Tercer Frente Báltico.
Tras el primer fracaso en romper la línea Panther la Stavka, comenzó a concentrar fuerzas para un segundo intento. Entre abril y junio de 1944, el Frente permaneció estático. Hasta el 17 de julio, cuando el Tercer Frente Báltico, lanzó un ataque total contra el Grupo de Ejércitos Norte, desde un área de concentración cerca del lago Polisto en dirección a Pskov y más al oeste (véase Ofensiva del Báltico).
Después de una semana de lucha, los alemanes abandonaron Pskov; al norte de lago Peipus, las tropas de Leonid Góvorov capturaron Narva; en el curso de esta operación Máslennikov fue ascendido al rango de general de ejército. El 10 de agosto, las tropas de Máslennikov rompieron la Línea Marienburg (véase Ofensiva de Tartu), tomando Võru el 13 de agosto. Antes de alcanzarValga y Tartu, el Tercer Frente Báltico se detuvo nuevamente. Comenzó a concentrar fuerzas para intentar aislar a las fuerzas alemanas desplegadas en Letonia de las tropas alemanas del Grupo de Ejércitos Centro, desplegados en Bielorrusia. El 24 de agosto el Panzerverband (grupo panzer) de Hyazinth Graf Strachwitz von Gross-Zauche und Camminetz intentó un desesperado contraataque que falló; al día siguiente, las fuerzas de Máslennikov capturaron Tartu. El 15 de septiembre, el frente lanzó la Ofensiva de Riga que, de tener éxito, podría aislar al Grupo de Ejércitos Norte alemán. Sin embargo, la resistencia alemana retrasó la captura de Riga hasta el 15 de octubre; El 18.º Ejército alemán escapó del cerco. Al día siguiente, se disolvió el cuartel general del Tercer Frente Báltico.

#### 1945
En agosto de 1945, oficialmente fue nombrado subcomandante en jefe de las tropas soviéticas en el Lejano Oriente dirigidas por el mariscal de la Unión Soviética Aleksandr Vasilevski. Sin embargo, las memorias de Vasilevski sobre la Batalla de Manchuria ni siquiera mencionan el nombre de Máslennikov (a diferencia de su relato de los eventos de 1944). Para aumentar la confusión, su homónimo el mayor general Fiódor Máslennikov también participó en la operación como jefe de Estado Mayor, del 1.er Ejército de la Bandera Roja.
Por el decreto del Presídium del Sóviet Supremo de la URSS del 8 de septiembre de 1945 por su valentía personal y su hábil liderazgo de los frentes durante la derrota del Ejército de Kwantung japonés, el general de ejército Máslennikov recibió el título de Héroe de la Unión Soviética, con la Orden de Lenin y la medalla de la Estrella de Oro (N.º 7768).

### Posguerra
Durante los tres años siguientes a la Segunda Guerra Mundial, Máslennikov permaneció en el ejército, en octubre de 1945, Máslennikov fue nombrado comandante del Distrito Militar de Bakú, y, en mayo de 1946, fue nombrado comandante del Distrito Militar Transcaucasia. De 1947 a 1948, estudió en los Cursos Académicos Superiores de la Academia Militar del Estado Mayor de las Fuerzas Armadas de la URSS.
En junio de 1948, Máslennikov fue llamado de nuevo al sistema NKVD, posteriormente renombrado MVD (Ministerstvo Vnútrennij Del; Ministerio del Interior) y asumió su posición de antes de la guerra de Viceministro del Ministerio del Interior (MVD), comandante de las tropas del Ministerio del Interior. Su función exacta y el alcance de sus responsabilidades variaron durante las numerosas reorganizaciones del sistema NKVD-MGB-MVD; en febrero de 1951, por ejemplo, su papel se redujo a Tropas del Interior solamente; el nuevo MVD nunca volvió a concentrar tantas tropas y poder en un solo mando como en 1939. Además, fue diputado de las I y II convocatorias del Sóviét Supremo de la Unión Soviética (1938-1946 y 1946-1950).
Del 29 de julio al 1 de agosto de 1953, participó en las negociaciones y luego en la represión del levantamiento de Vorkutá. Como resultado de la represión, en el pueblo de Yurshor, al menos cincuenta y tres personas murieron.
El 16 de abril de 1954, Máslennikov se suicidó. Según Pável Sudoplátov, «... Máslennikov se pegó un tiro en su oficina. Más tarde supe que fue interrogado sobre los supuestos planes de Beria (ejecutado 23 de diciembre de 1953) de llevar las tropas del Ministerio del Interior bajo su mando a Moscú y arrestar a todo el gobierno». Sudoplátov cree que tal plan no existía, pero Máslennikov prefirió el suicidio al probable arresto. Fue enterrado en Moscú, en el cementerio de Vagánkovo (sitio 20).
En 1981, en la ciudad de Ordzhonikidze (ahora Vladikavkaz), la antigua calle Krasívaya pasó a llamarse Calle General Máslennikov.

## Promociones
- Coronel (20 de julio de 1936);
- Kombrig (3 de diciembre de 1937);
- Komdiv (9 de marzo de 1939);
- Komkor (14 de marzo de 1940);
- Teniente general (4 de junio de 1940);
- Coronel general (30 de enero de 1943);
- General del ejército (28 de julio de 1944).[23]

## Condecoraciones
Iván Ivánovich Máslennikov recibió las siguientes condecoraciones:
- Héroe de la Unión Soviética (8 de septiembre de 1945)
- Orden de Lenin, cuatro veces (26 de abril de 1940; 13 de diciembre de 1942; 21 de febrero de 1945; 8 de septiembre de 1945)
- Orden de la Bandera Roja, cuatro veces (14 de febrero de 1936; 12 de enero de 1942; 3 de noviembre de 1944; 6 de noviembre de 1947)
- Orden de Suvórov de 1.er grado (28 de enero de 1943)
- Orden Kutúzov de 1.er grado, dos veces (21 de febrero de 1944; 29 de julio de 1944)
- Orden de la Estrella Roja (12 de febrero de 1941)
- Medalla por la Defensa de Leningrado
- Medalla por la Defensa del Cáucaso
- Medalla por la Victoria sobre Alemania en la Gran Guerra Patria 1941-1945
- Medalla por la Victoria sobre Japón
- Medalla del 20.º Aniversario del Ejército Rojo de Obreros y Campesinos (22 de febrero de 1938)
- Medalla del 30.º Aniversario de las Fuerzas Armadas de la URSS (1948)
- Orden de la Bandera Roja (República Popular de Mongolia; 1945)
- Medalla por la victoria sobre Japón (República Popular de Mongolia)